# Mezofyl

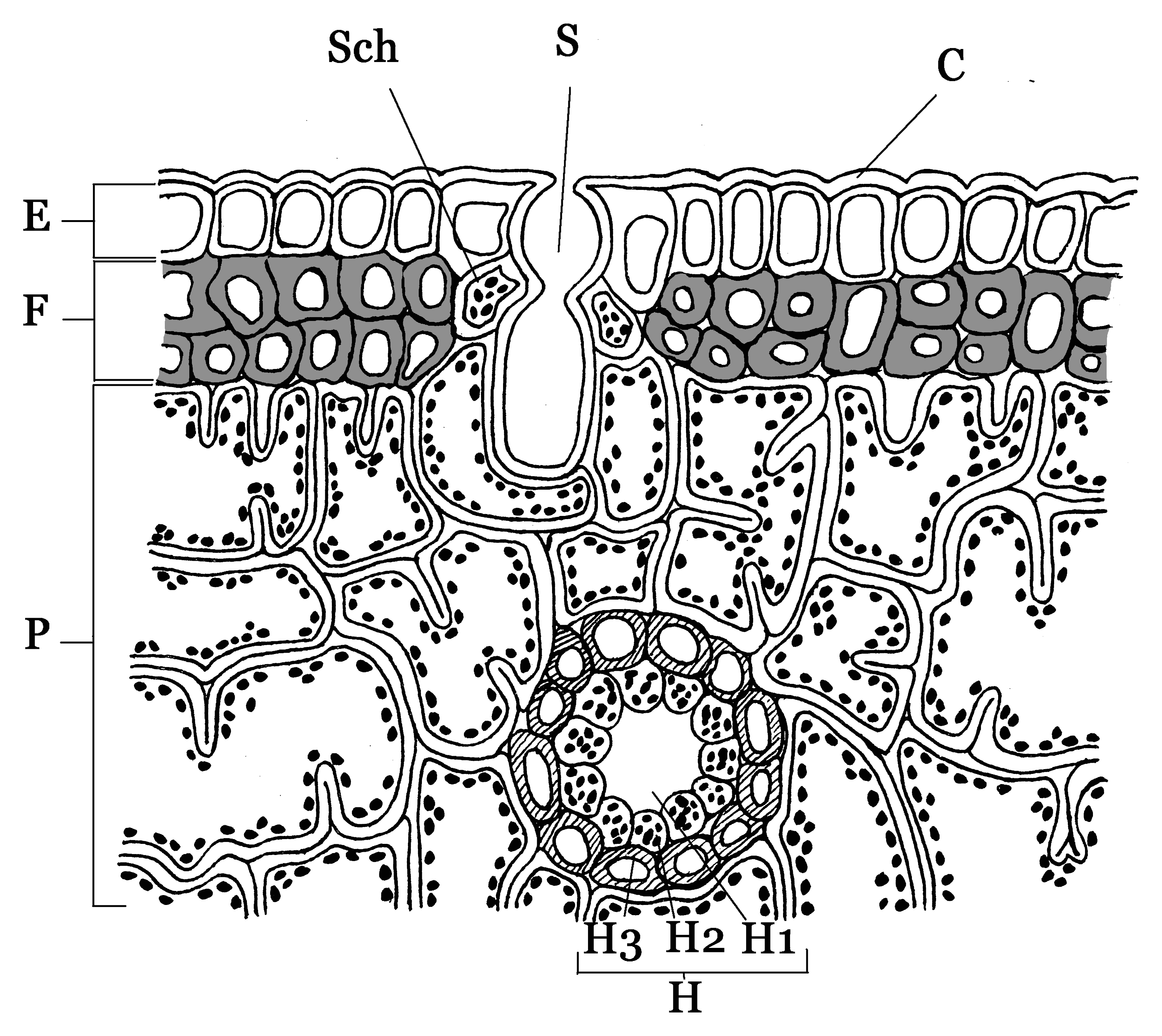
Příklad palisádového (nahoře) a houbového (dole, vyplňuje většinu listu) parenchymu

Mezofyl je asimilační typ pletiva rostlin tvořený chlorenchymem a mezibuněčnými prostory. Nachází se v listech zelených rostlin, ale i v povrchových částech stonku. Toto pletivo obsahuje chlorofyl a intenzívně fotosyntetizuje. Asimilační pletivo zajišťuje asimilaci oxidu uhličitého pro metabolismus rostliny. Mezofyl listů se při vystavení světlu obvykle diferencuje v palisádový a houbový parenchym. Informaci o přítomnosti záření předávají fotosenzory.
V uspořádání mezofylu se liší C4 rostliny a C3 rostliny.